# Nutaarmiut
Nutaarmiut är en by i Qaasuitsup kommun i nordvästra Grönland. Byn har 26 invånare. 

Nutaarmiuts läge i Upernavik skärgård.